# El Caracol, Guanajuato
El Caracol är en ort i Mexiko.   Den ligger i kommunen Pénjamo och delstaten Guanajuato, i den centrala delen av landet, 300 km väster om huvudstaden Mexico City. El Caracol ligger 1 682 meter över havet och antalet invånare är 112.
Terrängen runt El Caracol är platt norrut, men söderut är den kuperad. Runt El Caracol är det ganska tätbefolkat, med 104 invånare per kvadratkilometer. Närmaste större samhälle är La Piedad Cavadas, 19,8 km nordväst om El Caracol. Trakten runt El Caracol består till största delen av jordbruksmark.